# Ficus periptera
Ficus periptera là một loài thực vật có hoa trong họ Moraceae. Loài này được D.Fang & D.H.Qin mô tả khoa học đầu tiên năm 2001.